# Dead Rising
Dead Rising (укр. Повстання мерців) — відеогра, жанрова суміш з квеста, екшена (жанр Action-adventure) і Survival Horror з елементами рольової гри і Sandbox-геймплеєм. Гравцеві надається вид від третьої особи. Гра розроблена ексклюзивно для консолі Xbox 360. Гра була випущена 8 серпня 2006 в Північній Америці і 8 вересня 2006 в Європі. Гра зазнала комерційного успіху, завдяки чому вона була представлена в лінійці Platinum Hits для Xbox 360.

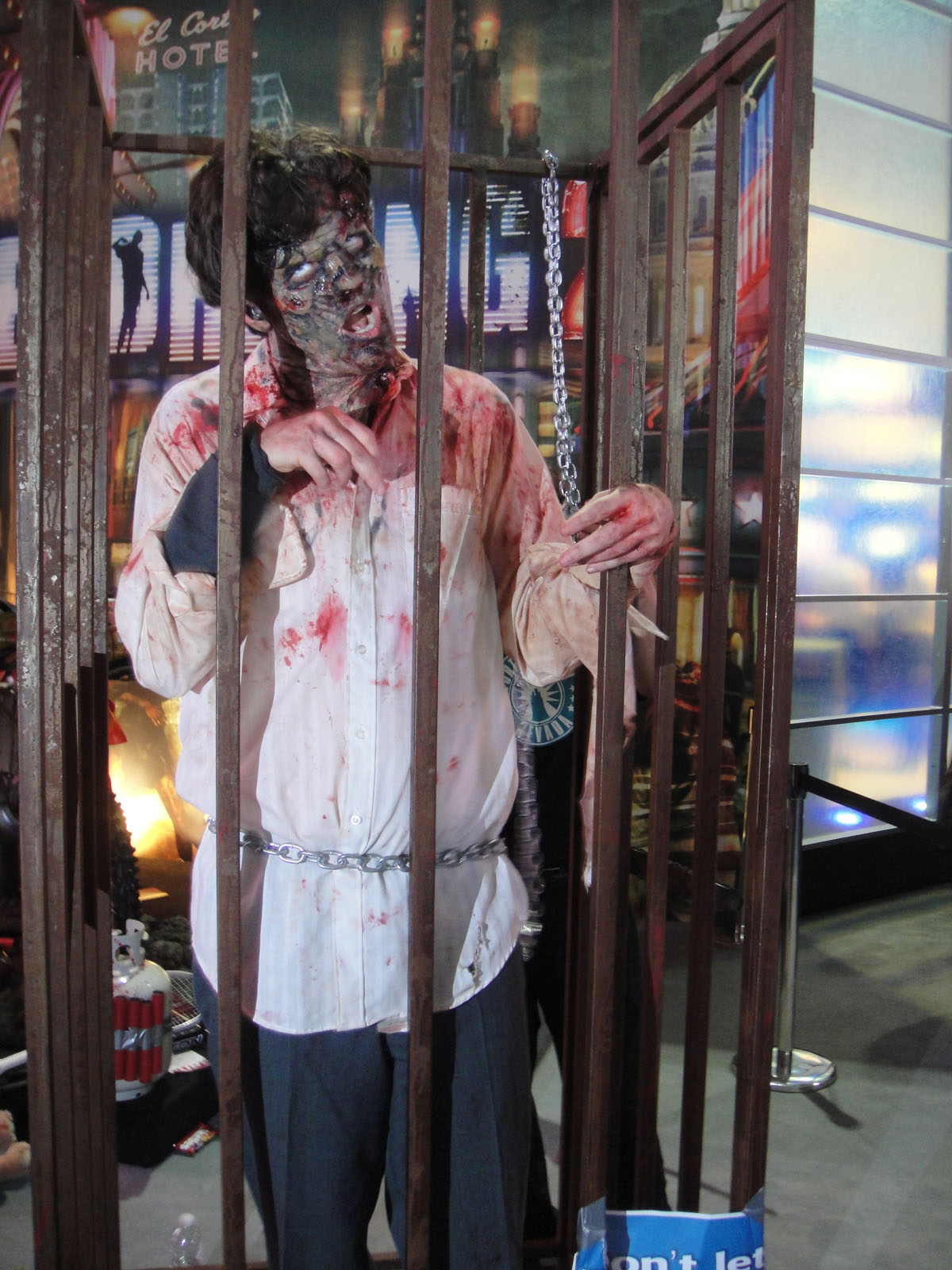

В лютому 2009 з'явився ремейк гри для Nintendo Wii під назвою «Dead Rising: Chop Till You Drop». Пізніше була випущена версія гри для мобільних телефонів.
Головний герой гри журналіст-фотограф Френк Вест (англ. Frank West), що потрапив у вигадане містечко Вілламет (англ. Willamette), штат Колорадо, США. Місто захоплене ордами заражених. Одним з останніх безпечних місць є величезний торговий центр, куди зомбі також встигли потрапити. Герою необхідно рятувати тих, що вижили, знищувати заражених і психопатів, розгадати загадку інциденту — все це за 72 години до того, як в місто прибудуть збройні сили, які знищать і живих, і мертвих.

## Психопати
- Адам МакІнтайр (клоун)

Божевільний клоун, «що мешкає» на Площі Чудес. Спочатку, працював у Вілламеті клоуном, потім збожеволів.
Озброєний двома синіми бензопилками, ножами і повітряними кульками з дезорієнтує газом.
Смерть: Адам падає на коліна, схрещує перед собою бензопилки, падає на них, вони розпорюють йому живіт. При цьому він починає дико реготати. Від такого видовища Френка починає нудити.
- Пол Карсон (піроманіяк)

Божевільний, що загрожує вбити двох заручниць за допомогою коктейля Молотова, яким, власне, і озброєний. Смерть: Пол запалює коктейль Молотова і задкує. Він спотикається, коктейль падає на нього і Пол загоряється.
В принципі, смерті, як такої, у нього немає. Гравцеві наданий вибір: або згасити його вогнегасником, або залишити горіти.
- Клетус Самсон (зброяр)

Двинутий продавець, атакує Френка і його супутника, коли вони заходять в магазин. Незважаючи на те, що супутник Френка каже: «Слухайте, містер. Ми захищаємося від зомбі, нам необхідно зброє! », Він стріляє в нього. Озброєний рушницею.
Смерть: Френк підходить до прилавка (Клетус лежить), і він (Клетус) кричить: «Ви з глузду з'їхали!» «Будь ласка, не треба!» І «Я хочу жити !!!», вилазить з-під прилавка, і з криками вибігає. Френк кричить йому, попереджаючи, що попереду зомбі, але той не слухає. Зомбі накидається на нього, і вбиває.
- Стівен Чапмен (продавець)

Коли Френк заходить в супермаркет, ззаду підходить продавець з возом, напханій холодною зброєю (сокирами, вилами, тощо) Перед боєм з ним слід фраза: «Слухай мене, приятель, і слухай уважно: я не дозволю ГРАБУВАТИ МІЙ МАГАЗИН! !!!»
Смерть: Стівен доповзає до каси, кажучи наступну фразу: "Мій магазин ... Мій ... магазин ... Що трапиться з моїм магазином без мене? .. Мій магазин ... Моя їжа ... Мої продажу ... Мої клієнти ... Приємного дня. (Спадає) Приберіть ... у шостий каси!